# エラート環礁
エラート環礁（エラートかんしょう、英語: Elato）は太平洋北西部、カロリン諸島の3つの島からなる環礁。ミクロネシア連邦ヤップ州に所属しており、選挙区を構成している。面積は0.5km2であり、2000年には人口が96人であった。

## 地理
8のような形をした環礁であり長さは8km、最大幅は2km程である。北部の最大の島がエラート島であり、3つの島がある。礁湖は中央部の結節部で2つに分かれている。
ヤップ島の東南東905km程の位置にあり、ラモトレック環礁の西10km、チューク環礁の西580km程の位置にある。浅い水路をはさんで2km程南に、ラモリア環礁が存在する。ラモリア環礁は2個の島が存在し、両環礁は同じ海山の一部である。エラートとラモリアの両環礁をあわせても陸地面積は0.526km2ほどである。北西35km程の位置にオリマラオ環礁が存在し、この環礁もエラート環礁とおなじ自治体に属している。

## 歴史
他のカロリン諸島同様、スペイン統治を経て1899年にドイツ帝国領となり、第1次世界大戦後は日本の委任統治領となり、南洋庁が統治を行った。第2次大戦後はアメリカの占領後、1947年以来の太平洋諸島信託統治領を経て、1979年にミクロネシア連邦が独立、以来ミクロネシアのヤップ州の一部となっている。